# Rinorea oblongifolia
Rinorea oblongifolia (C.H.Wright) C.Marquand ex Chipp – gatunek roślin z rodziny fiołkowatych (Violaceae). Występuje naturalnie w Sierra Leone, Liberii, Wybrzeżu Kości Słoniowej, Ghanie, Nigerii, Republice Środkowoafrykańskiej, Kamerunie, Gabonie, Kongo, Kabindzie, Demokratycznej Republice Konga, Ugandzie oraz Sudanie. 

## Morfologia
PokrójZimozielone drzewo lub krzew. Dorasta do 15 m wysokości.
LiścieBlaszka liściowa ma kształt od podługowatego lub podługowato-eliptycznego do podługowato-lancetowatego. Mierzy 10–29 cm długości oraz 5–12,5 cm szerokości, jest karbowana na brzegu, ma tępą lub klinową nasadę i spiczasty wierzchołek. Przylistki są szydłowate i osiągają 1–3 mm długości. Ogonek liściowy jest nagi i ma 15–52 mm długości.
KwiatyZebrane w gronach wyrastających z kątów pędów. Mają działki kielicha o kształcie od owalnego do okrągławego i dorastające do 2–4 mm długości. Płatki są od podługowatego do lancetowatego, mają białą barwę oraz 4–6 mm długości.
OwoceTorebki mierzące 15-22 mm średnicy, o niemal kulistym kształcie.

## Biologia i ekologia
Rośnie w lasach, na wysokości do 1500 m n.p.m.